# Сказуемо
Сказуемото е главна част на изречението, която изразява действие или състояние, като приписва признак на лицето или предмета, обозначен от подлога. Подлогът също е главна част, но синтактично независима. Сказуемото е синтактично зависимо, защото се съгласува с подлога по лице и число, а когато притежава категорията род и не е съществително име, то се съгласува с подлога и по род. При синтактичен анализ сказуемото се открива с въпроса „Какво прави?“ и се подчертава с две прави черти.
Дефинициите на частите на изречението поначало се отнасят за простото изречение (съответно за отделно просто изречение в рамките на сложното). Горната дефиниция за сказуемо представя подлога и сказуемото като неразривно свързани и взаимно предполагащи се части на изречението. Така тя се отнася преди всичко за по-често срещаните двусъставни прости изречения.
Пример: Мария получава отлични оценки. В това изречение подлогът е Мария, сказуемото е получава.
Съществуват и едносъставни прости изречения; в тях липсва поне една от главните части. Така наречените едносъставни глаголни изречения са безлични; те притежават сказуемо (безличен глагол), но нямат подлог, затова глаголът е спрегнат в 3 л. ед.ч. и изразява процес без конкретен вършител.
Пример: След около час се мръкна.
Едносъставните именни изречения имат подлог, но нямат сказуемо. При тях обикновено се подразбира някакъв глагол за съществуване.
Пример: Китна горска поляна, тих ромон на поточе.
Неразчленимите прости изречения нямат нито подлог, нито сказуемо.
Примери: Да. И? Олеле!

## Видове сказуеми
Според състава си сказуемите се делят на няколко вида:
- Глаголно сказуемо. Действието или състоянието се изразява от пълнозначен глагол (играя, уча, спя).

- Просто сказуемо. Състои се от една глаголна форма, която може да бъде проста или сложна.

Примери:
1) Днес ще играя навън.
2) Иван не дойде при нас.
3) По това време щяха да са се събрали техните привърженици.
4) Крайбрежните скали бяха заливани от морските вълни.
Проста глаголна форма е тази, която съдържа един-единствен глагол, и то пълнозначен, включително деятелно причастие, като може да съдържа също отрицателната частица не, въпросителната частица ли и някоя от възвратните частици се и си.
Примери: тичам, ходила, мислело, не видях, грижат се, въобразява си, помниш ли.
Сложна глаголна форма е тази, която е съставена от един пълнозначен глагол (в това число деятелно или страдателно причастие) и поне един спомагателен глагол (вкл. деятелно причастие), като може да съдържа съюза да и отрицателни, въпросителни и възвратни частици.
Примери: ще замина, намислил е, щеше да дойде, щяла да си тръгне, нямало да учи.
Тук спадат още формите в страдателен залог с минало страдателно причастие, напр. бяха поканени, както и сложните форми в повелително  наклонение, напр. недей да чакаш, стига си пял, дано чуят.
- Съставно глаголно сказуемо се образува от две глаголни форми, свързани посредством съюза да, като втората глаголна форма е на пълнозначен глагол, а първата е на полуспомагателен глагол. Полуспомагателният глагол само доуточнява действието, изразено от пълнозначния глагол. Полуспомагателни глаголи са:

- модалните глаголи: мога, може, трябва, следва, налага се, бива, смея, умея и др.;
- фазовите глаголи: почвам, започвам, спирам, преставам, продължавам и др.

Примери:
1) Трябва да отида на срещата.
2) Жена ми винаги успява да помири спорещите.
3) Започвам да чета „Под игото“.
4) Лястовичките взеха да отлитат на юг.
5) Работникът се залови да цепи дървата.
6) Синовете седнаха да делят бащиното наследство.
Един и същи глагол може да бъде полуспомагателен в едни изречения, но пълнозначен в други.
Глаголите успявам и сядам са полуспомагателни (модален и фазов) в примерите № 2 и № 6,
но са пълнозначни в изреченията Той успя в търговията. и Те седнаха на масата.
Всяка от глаголните форми в съставно глаголно сказуемо може да е проста (както в примерите дотук) или сложна (напр. щеше да престане да тропа, може да е дошъл).
Съставно глаголно сказуемо образуват и два глагола в повелителни форми, когато единият от тях само подсилва значението на другия.
Примери: Иди, че го разбери. Върви му помагай. Ела седни. Дай да се разберем.
Преместването на някоя клитика е в състояние да промени структурата на изречението. Например Ела ми помогни. е просто изречение, защото съдържа едно сказуемо, което е съставно глаголно. Обаче изречението Ела, помогни ми. е сложно, тъй като съдържа две прости сказуеми.
- Сложно съставно глаголно сказуемо се образува от глаголните форми на един пълнозначен глагол и поне два полуспомагателни глагола, свързани със съюза да.

Примери: може да трябва да разбирам, трябва да можеш да продължаваш да настояваш.
- Именно сказуемо се образува от име (съществително, прилагателно, числително) или местоимение, непосредствено предшествано от форма на глагола съм (или някоя от разновидностите му бивам и бъда) или от глагол с избледняло лексикално значение (ставам, оставам, представлявам, оказвам се и др.), тоест глагол, чийто смисъл приблизително съвпада със смисъла на глагола съм.

Именното сказуемо винаги е съставно, защото се състои от форма на глагола съм (или негов синоним), която носи граматическото значение (време,  лице и т.н.), и име, което изразява лексикалното значение.
В българския език, когато именната част на сказуемото е членувана и е в мъжки род, единствено число, се използва пълен член.
- Съставно именно сказуемо е именно сказуемо, което не съдържа полуспомагателни глаголи.

То може да съдържа спомагателни глаголи във формата на глагола съм (или негов синоним).
Примери с форми на глагола съм и разновидностите му:
1) Със съществително име: Петър е отличник.
2) С прилагателно име: Бъдете доволни всички.
3) С числително име: Щели да бъдат първи в състезанието.
4) С местоимение: Този пръстен би бил мой.
Примери с глаголи с избледняло лексикално значение:
1) Нашият съученик стана лекар.
2) Остана здрав до преклонна възраст.
3) Вратата се оказа отключена.
4) Той се брои възпитан.
Някои глаголи са с избледняло лексикално значение само в отделни случаи.
Примери:
1) Сестра ти излезе неблагодарна. = Сестра ти се показа неблагодарна.
Това са глаголи с избледняло лексикално значение, а двете сказуеми са съставни именни,
като прилагателното неблагодарна е именната част на сказуемите в двата случая.
Обаче в изреченията Тя излезе сърдита от стаята. и Тя се показа на вратата засмяна.
глаголите не са с избледняло лексикално значение, сказуемите са прости (глаголни),
а прилагателните имена сърдита и засмяна са сказуемни определения на двата подлога.
2) Студът представлява най-големият ни проблем. = Студът е най-големият ни проблем.
Глаголът представлява е с избледняло значение и сказуемите са съставни именни,
като изразът най-големият ни проблем е именната част на сказуемите в двете изречения.
Но в изречението Адвокатът представлява обвиняемия. глаголът е пълнозначен,
а субстантивираното прилагателно обвиняемия е допълнение, не е част от сказуемото.
Разликата между двете значения на глагола оказва влияние на членуването.
- Сложно съставно именно сказуемо е именно сказуемо с поне един полуспомагателен глагол.

Примери:
1) В утрешното състезание ти трябва да станеш победител.
2) Жена ми продължава да е красива дори в старостта си.
3) След този провал той трябва да престане да е кмет.
Тази класификация не обхваща случаите, когато службата на сказуемо се изпълнява от междуметие 
или гол глаголен горен (без окончание и основна гласна). Такова сказуемо може да се смята за просто. 
Примери:
1) Междуметие: И аз хоп! във водата.
2) Голи глаголни корени: Греб за сол да опита, лап с пръсти пържена рибка, лап кюфтенце. (Чудомир)

## Прости и сложни изречения
Изреченията се делят на прости и сложни според броя на сказуемите:
- Изречение с едно сказуемо се нарича просто.

Примери:
1) Вчера не ходих на училище.
2) Днес ще правя контролно.
3) Купих хляб от магазина.
- Изречение с повече от едно сказуемо се нарича сложно.

Примери:
1) Днес пак срещнах момичето, за което ти разказах.
2) Оценката от контролното, което направих вчера, е отлична.
3) Ще купя от хляба, който харесваш най-много.
Има разлика между сложна глаголна форма, съставно сказуемо и сложно изречение. 
Пример:
1) Нямаше да плуват. е просто изречение с просто сказуемо, само глаголната форма е сложна.
2) Спряха да плуват. е просто изречение със съставно глаголно сказуемо от две прости глаголни форми.
3) Искаха да плуват. е сложно изречение с две прости сказуеми и две прости глаголни форми.